# Allianz Pace
Allianz Pace è stata una compagnia di assicurazioni italiana con sede a Milano in Piazza Cavour 5, attiva su tutti i rami attraverso una propria rete di agenzie. Nel 1995 è stata fusa per incorporazione nell'Unione Subalpina di Assicurazioni, che a sua volta ha cambiato la ragione sociale in Allianz Subalpina.

## Storia
Nel 1919 viene fondata, a Milano, La Pace Assicurazioni e Riassicurazioni.
Nel 1928 viene fondata, a Torino, l'Unione Subalpina di Assicurazioni.
Nel 1966 Allianz istituisce a Milano una Rappresentanza Generale per l'Italia.
Nel 1986, con decorrenza 1 gennaio, la Rappresentanza Allianz per l'Italia trasferisce le sue attività in La Pace, divenendo Allianz Pace.
Nel 1995 l'Unione Subalpina di Assicurazioni incorpora Allianz Pace divenendo Allianz Subalpina.